# Otto Scheff

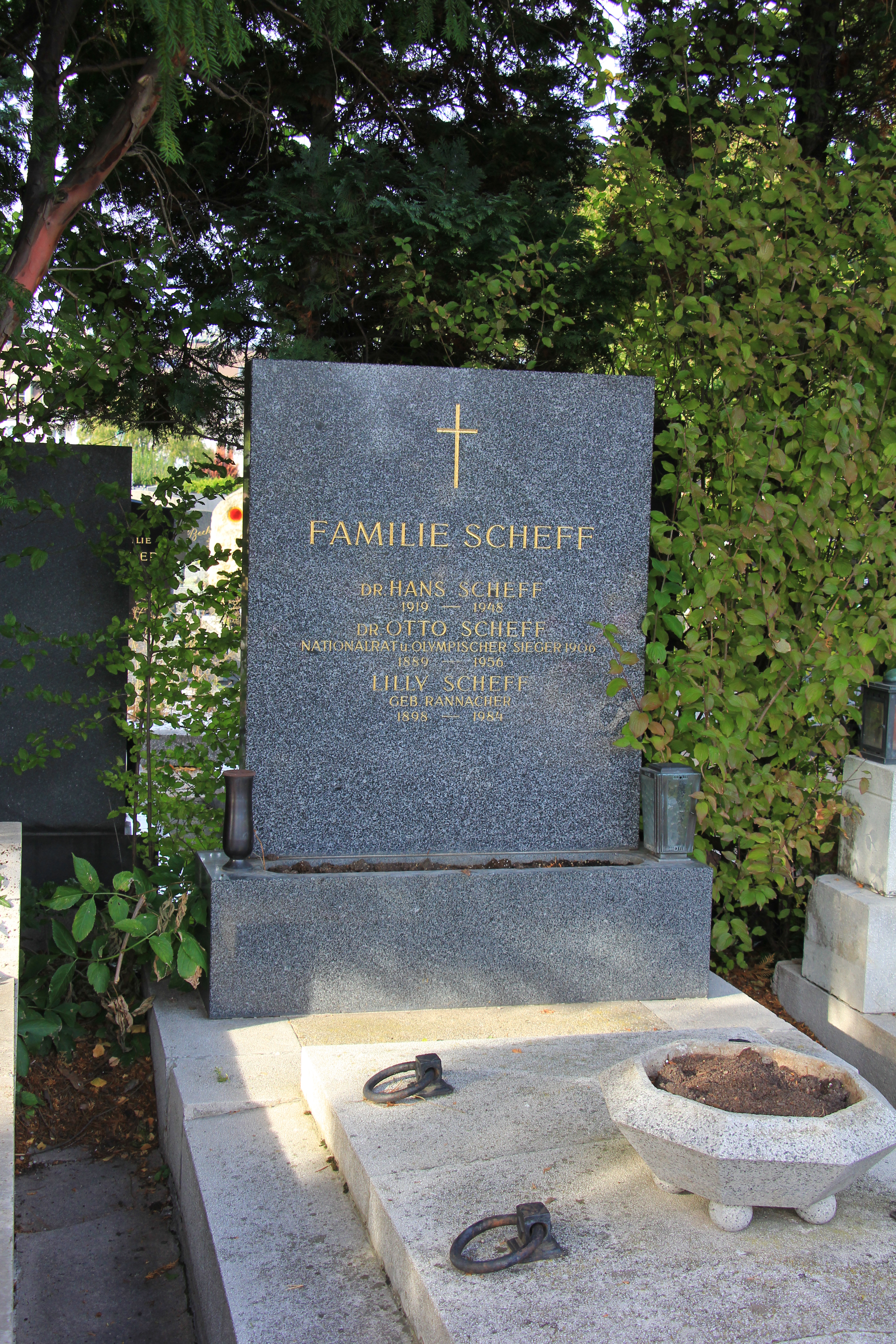
Tomba d'Otto Scheff al cementiri de Maria Enzersdorf.

Otto Scheff, nascut Otto Sochaczewsky (Berlín, 12 de desembre de 1889 – Maria Enzersdorf, 26 d'octubre de 1956) va ser un nedador, waterpolista, advocat, polític i jutge esportiu que va prendre part en tres edicions dels Jocs Olímpics, el 1906, 1908 i 1912.
El 1906, als Jocs Intercalats d'Atenes guanyà la medalla d'or en els 400 metres lliures i la de bronze en la cursa de la milla. En els relleus 4×250 metres lliures, com a membre de l'equip austríac, acabà en sisena posició.
El 1908, als Jocs de Londres guanyà la medalla de bronze en els 400 metres lliures. En els 100 metres lliures fou eliminat en semifinals, mentre en els 1500 metres lliures acabà en quarta posició.
La darrera participació en uns Jocs fou el 1912, a Estocolm, on formà part de l'equip nacional austríac que acabà quart en la competició de waterpolo.
Entre 1945 i 1953 fou membre electe del Consell Nacional d'Àustria com a membre del Partit Popular d'Àustria. Alhora fou vicepresident del Comitè Olímpic Austríac.